# Resolución 13 del Consejo de Seguridad de las Naciones Unidas
La resolución 13 del Consejo de Seguridad de las Naciones Unidas fue aprobada por unanimidad el 12 de diciembre de 1946, tras haber examinado la petición de la Siam (posteriormente denominada Tailandia) para poder ser miembro de las Naciones Unidas. En esta resolución, el Consejo recomendó a la Asamblea General la aceptación de Siam como miembro.